# トグス・テムル
トグス・テムル（モンゴル語：ᠲᠡᠭᠦᠰ
ᠲᠡᠮᠦᠷ, ラテン文字転写: Tögüs Temür）は、モンゴル帝国の第17代ハーン（北元としては第3代皇帝）。明朝の官選史料『明実録』では脱古思帖木児と記され、『新元史』『明史』といった後世の編纂物もこの表記を用いる。尊号はウスハル・ハーン（モンゴル語：ᠤᠰᠬᠠᠯ
ᠬᠠᠭᠠᠨ, ラテン文字転写: Uskhal Khan）。治世の元号から天元帝と呼ばれることもある。
明周辺の親モンゴル勢力が征服される中で明と対決したがブイル・ノールの戦いで大敗、退却中に皇族イェスデルの襲撃を受けて暗殺された。世祖クビライ以来続いてきた元の皇統から出た最後のハーンとなった。

## 概要

### 生い立ち
トグス・テムルの出自については史料ごとに記述が錯綜しており、大きく分けて「順帝トゴン・テムルの息子で昭宗アユルシリダラの弟」説と、「アユルシリダラの息子」説の二つが知られている。
後者の説は『明史』などの史料に見られるものである。『明史』の原史料となった『明実録』には1370年(至正30年/洪武3年)に「元主嫡孫」のマイダリ・バラなる人物が明軍の捕虜となり、洪武帝によって崇礼侯に封ぜられた後、1374年(宣光4年/洪武7年)にモンゴル高原に送り返されたと記されている。また、洪武帝の後を継いだ永楽帝は「妥古思帖木児(トグス・テムル)の如きは［モンゴル高原］に帰らせ、後に可汗(ハーン)となって配下を統べ、祭祀を受け継いだことは南北の人が共に知るところである」と述べたと記録されており、これらの記述を総合して『明史』は明軍の捕虜となり、後にモンゴル高原に送り返された「元主嫡孫(＝順帝トゴン・テムルの孫)」マイダリ・バラこそが後にウスハル・ハーンとして即位したトグス・テムルであるという見解を取っている。この説を指示する研究者には薄音湖らがおり、薄音湖はトゴン・テムルの息子はアユルシリダラただ一人であるとし、トグス・テムルはアユルシリダラの息子マイダリ・バラと同一人物と解するのが最も妥当であるとした。
一方、前者の説は『蒙古源流』『シラ・トージ』といったモンゴル年代記の記述、王世貞の『北虜始末志』といった史料を根拠とする。『北虜始末志』には「［アユルシリダラは］即位しておよそ11年で亡くなり、諡を昭宗と言った。次男の益王トグス・テムルが即位した(立凡十一年而殂、諡曰昭宗、次子益王脱古思帖木児立)」とあり、ウスハル・ハーン(トグス・テムル)はビリクト・ハーン(アユルシリダラ)の弟であるとする『蒙古源流』などの記述と合致する。この説を最初に主張したのは和田清で、和田はトグス・テムルが1388年(天元10年/洪武21年)に死去した時に次男のディボド(地保奴)が既に幼児ではなかったと考えられることから、1370年時点で幼児であったマイダリ・バラとトグス・テムルが同一人物であるとは考えにくく、『北虜始末志』『蒙古源流』などの記述に従うのが正しいと論じた。和田の議論を更に進めたのが宝音徳力根で、宝音徳力根は『高麗史』にアユルシリダラ以外のトゴン・テムルの息子が記録されていることを紹介し、薄音湖の議論は成り立たないと指摘した。その上で、マイダリ・バラはトグス・テムル＝ウスハル・ハーンでなく、その後に即位したエルベク・ハーンと同一人物と考える方が合理的であると述べ、「トグス・テムルはアユルシリダラの弟説」を主張した。
以上の議論から、現在の所トグス・テムルはトゴン・テムルの息子でアユルシリダラの弟とする説が有力である。

### 即位
『明実録』によると、宣光8年4月（1378年5月）にビリクト・ハーンが亡くなった時に後継者候補の親王は3名おり、北元の大臣たちは誰を選ぶか迷っていたという。ビリクト・ハーンの後継者候補とされた3人は明記されていないが、ビリクト・ハーンの弟のトグス・テムルと『高麗史』などに名前が見えるシクトゥル、そして崇礼侯マイダリ・バラのことであったと考えられる。結局、この中で最年長と見られるトグス・テムルが選ばれ、ウスハル・ハーンとして即位した。なお、同年末にシクトゥルは明に投降しているが、これはトグス・テムルとの帝位争いに敗れたことが関係しているのではないかと考えられている。
ビリクト・ハーンの死の翌年、1379年6月に即位したウスハル・ハーンは天元と改元した。トグス・テムルが即位したとき、元を北に追いやった明は江南に加えて華北とモンゴル高原の南辺を押さえたのみで、依然として精強な勢力を誇る元は明と充分に戦える状況にあった。当時の元の支配領域は東北部（満洲）からモンゴル人の本土であるモンゴル高原にかけてのほぼ全土を保持しており、しかも甘粛や雲南には元の皇族や貴族が明と対峙していた。
しかし、天元3年12月22日（1382年1月6日）に雲南を治めていた梁王バツァラワルミが明軍に敗れて自殺し、翌天元4年閏2月23日（1382年4月7日）には明の藍玉・沐英の攻撃を受けて大理総管の段世が明に降ったことで雲南は明の手に落ちた。

### 晩年
天元10年（1388年）、東北方面に勢力を持つジャライル部の国王ナガチュが明の馮勝・傅友徳・藍玉の攻撃を受けて窮地に陥ったことを受け、東方に向かって遠征を行った。しかしナガチュは明に降伏してしまい、トグス・テムルも翌年にホロンボイル地方のブイル・ノールで明の藍玉と戦って大敗した（ブイル・ノールの戦い）。この戦いで元軍はトグス・テムルの皇后や次男のディボド(地保奴)をはじめ、8万と言われる多数の軍民を捕虜とされて大半が壊滅した。ディボド(地保奴)は洪武帝によって琉球に流された。
トグス・テムルは都カラコルムを目指して落ち延びたが、途中で高原西部に勢力を持つアリクブケ系統の皇族イェスデルの襲撃を受け、その残軍もほとんど壊滅した。トグス・テムルは長男のテンボド(天保奴)、知院のネケレイ、丞相のシレムンらわずか16騎とともに辛くも逃げ延びたものの、大雪に阻まれてカラコルムにたどり着けないでいるうちにトール川でイェスデルの軍に追いつかれて捕らえられ、テンボドと共に殺害された。ここにクビライの皇統は一旦断絶した。

## 死後のモンゴルの動向
トグス・テムルを殺害したイェスデルはジョリクト・ハーンとして即位するが、その王統は長続きせず、モンゴルは長い混乱期に入ることになる。この混乱期が収束し、モンゴル再興が果たされるのは約120年後、トグス・テムルの兄アユルシリダラの仍孫（玄孫の曾孫）と考えられているダヤン・ハーンの時代である16世紀初めのこととなる。